# Brun-Otto Bryde
Brun-Otto Bryde (* 12. Januar 1943 in Hamburg) ist ein deutscher Jurist. Er war vom 23. Januar 2001 bis zum 2. Februar 2011 Richter des Bundesverfassungsgerichts.

## Leben
Bryde legte 1962 sein Abitur an der Sankt-Ansgar-Schule ab. Nach Studium an der Universität Hamburg (1. Juristisches Staatsexamen 1966) und Referendariat und der Ablegung des 2. Juristischen Staatsexamens in Hamburg 1969 wurde Bryde im Jahr 1971 mit einer Arbeit über Zentrale wirtschaftspolitische Beratungsgremien in der parlamentarischen Verfassungsordnung bei Herbert Krüger an der Universität Hamburg promoviert. Nach Auslandstätigkeiten als Dozent an der juristischen Fakultät in Addis Abeba und Law and Modernization Fellow an der Yale Law School in New Haven war Bryde von 1974 bis 1982 Wissenschaftlicher Oberrat an der Universität Hamburg.
Im Jahr 1980 erfolgte die Habilitation Brydes mit einer von Ingo von Münch betreuten Arbeit über Verfassungsentwicklung – Stabilität und Dynamik im Verfassungsrecht der Bundesrepublik Deutschland.
Von 1982 bis 1987 war Bryde Professor für Öffentliches Recht an der Universität der Bundeswehr München; im Jahr 1987 nahm er einen Ruf auf eine Professur für Öffentliches Recht und Wissenschaft von der Politik an der Justus-Liebig-Universität Gießen an. Forschungsschwerpunkte des Rechtswissenschaftlers Bryde sind Verfassungsrecht, Verfassungsvergleichung sowie Vergleichende Regierungslehre, Völkerrecht und hierbei insbesondere Menschenrechte und Rechtssoziologie. Von 1992 bis 1998 war er der Vorsitzende der Vereinigung für Rechtssoziologie. Er gehörte 1992 bis 1993 dem Verfassungsbeirat Hessens und 1997 bis 1999 der der Enquête-Kommission „Parlamentsreform“ des Hessischen Landtages an. Bryde war 2000/2001 Mitglied im UN-Ausschuss für die Beseitigung der Rassendiskriminierung. Er ist Mitherausgeber der Fachzeitschrift „Verfassung und Recht in Übersee“.
Vom 23. Januar 2001 bis 2. Februar 2011 gehörte Bryde dem ersten Senat des Bundesverfassungsgerichts auf Vorschlag von Bündnis 90/Die Grünen an, gewählt wurde er am 8. Dezember 2000. Mit Erreichen der Altershöchstgrenze von 68 Jahren schied er aus dem Dienst aus.

## Ehrungen
- 2011 Großes Bundesverdienstkreuz mit Stern und Schulterband des Verdienstordens der Bundesrepublik Deutschland[1]